# Redleiten
Redleiten osztrák község Felső-Ausztria Vöcklabrucki járásában. 2018 januárjában 537 lakosa volt.

## Elhelyezkedése

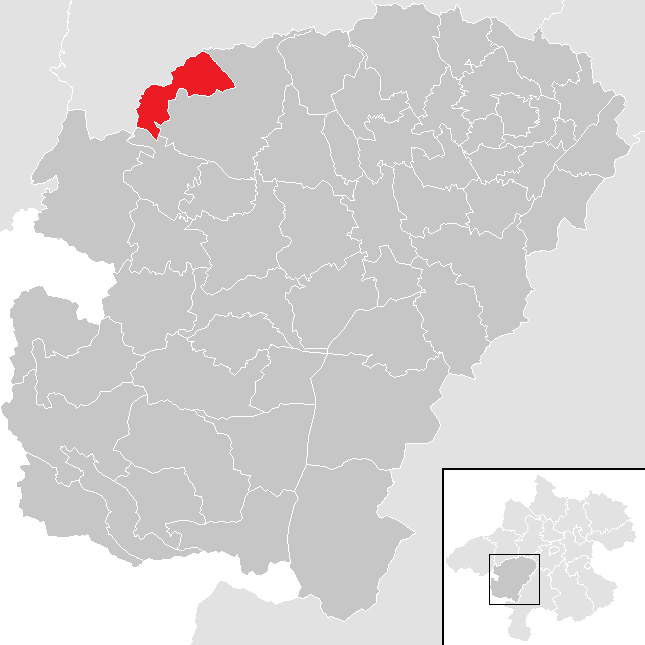
Redleiten a Vöcklabrucki járásban

Redleiten Felső-Ausztria Hausruckviertel régiójában helyezkedik el az Altbach folyó mentén. Területének 74,1%-a erdő, 23,8% áll mezőgazdasági művelés alatt. Az önkormányzat 9 településrészt és falut egyesít: Aubach (25 lakos 2018-ban), Erkaburgen (51), Hilprigen (43), Oberegg (50), Otzigen (29), Redleiten (243), Redltal (10), Schweinegg (48) és Winkl (38). 
A környező önkormányzatok: délkeletre Frankenburg am Hausruck, délnyugatra Fornach, északnyugatra Waldzell.

## Története
Redleiten eredetileg a Bajor Hercegséghez tartozott; a 12 században került át Ausztriához. A hercegség 1490-es felosztásakor az Enns fölötti Ausztria része lett. 
A napóleoni háborúk során több alkalommal megszállták. 
A köztársaság 1918-as megalakulásakor Felső-Ausztria tartományhoz sorolták. Miután Ausztria 1938-ban csatlakozott a Német Birodalomhoz, az Oberdonaui gau része lett; a második világháború után visszakerült Felső-Ausztriához. 

## Lakosság
A redleiteni önkormányzat területén 2018 januárjában 537 fő élt. A lakosságszám 1961 óta gyarapodó tendenciát mutat. 2015-ben a helybeliek 94,6%-a volt osztrák állampolgár; a külföldiek közül 1,7% a régi (2004 előtti), 0,8% az új EU-tagállamokból érkezett. 0,6% a volt Jugoszlávia (Szlovénia és Horvátország nélkül) vagy Törökország, 2,3% egyéb országok polgára. 2001-ben a lakosok 96,1%-a római katolikusnak, 2,2% pedig felekezeten kívülinek vallotta magát. 

## Fordítás
- Ez a szócikk részben vagy egészben  a   Redleiten című német Wikipédia-szócikk ezen változatának fordításán alapul.  Az eredeti cikk szerkesztőit annak laptörténete sorolja fel. Ez a jelzés csupán a megfogalmazás eredetét és a szerzői jogokat jelzi, nem szolgál a cikkben szereplő információk forrásmegjelöléseként.